# هلمون کورنیگ
هلمون کورنیگ (انگلیسی: Helmut Körnig؛ ۱۲ سپتامبر ۱۹۰۵ – ۵ مارس ۱۹۷۳) دونده سرعت اهل آلمان بود.
وی در مسابقات کشوری و بین‌المللی در مجموع برندهٔ ۲ مدال نقره، ۱ مدال برنز شده‌است.